# Варваро-Борки
Варва́ро-Борки́ — село Липецкого района Липецкой области России. Входит в состав Новодмитриевского сельсовета.

## Топоним
Сначала селение носило название Борки́, так как находится у небольших сосновых лесков. Позже, как пишет топонимист В. А. Прохоров, здесь построили Варваринскую церковь в 1782 г., и село стало Варваро-Борками.

## География
Расположено на правом берегу ручья Студенец.

## История
Селение возникло в начале XVIII века. 
В 1929 году храм переоборудовали под складское помещение. В храме не осталось ни одного фрагмента росписи. При церкви был устроен фамильный склеп воронежской ветви князей Волконских. При реставрации Варваринской церкви в 2009 году был обнаружен вход в склеп. Однако при попытке добраться до склепа были обнаружены человеческие останки, которые предположительно принадлежат Волконским. Кроме этого был найден гроб, обитый зеленым сукном и матерчатую ткань под «серебро».
За апсидой алтаря - черный камень надпись: " Князья Аполлон Андреевич (12 (?)/XII 1826-17/IX 1903 Анна Васильевна 2/II 1842 - 26/IX 1900 Андрей Аполлонович 17/X 1866 - 20/VII 1906 Волконскіе"
В «Генеалогическом вестнике» № 8 за 2002 год сказано, что в Воронежской губернии на протяжении XVII – начала XX веков проживали представители самой младшей ветви княжеского рода Волконских, ведущего свое происхождение от Рюрика.
Одному из потомков этой линии Григорию Ивановичу Волконскому в начале 1700-х годов Петр I  даровал земли в Воронежской губернии (ныне Задонский район Липецкой области). Всего у Григория Ивановича было пятеро сыновей, но именно двое из них – Михаил и Александр – дали начало воронежской ветви князей Волконских. А одному из сыновей Александра – Льву – принадлежало поместье в селе Борки («или Княжьи Борки тож») Задонского уезда Воронежской губернии, которое было населено 749 крепостными. И именно при Льве Александровиче Волконском в 1782 году на господские деньги был построен храм святой великомученицы Варвары. Сам Лев Александрович неоднократно избирался уездным предводителем задонского дворянства и, судя по архивным документам, проявил себя в этой должности с лучшей стороны.

## Население
| 1859 | 1897 | 2010 | 2012 |
| ---- | ---- | ---- | ---- |
| 902  | ↗925 | ↘362 | ↗456 |

## Инфраструктура
Личное подсобное хозяйство с зоной сельскохозяйственного использования, индивидуальная застройка усадебного типа. В 1762 году  61 двор. Северо-западные земли рядом с селом отданы под садоводческие участки.
Основа экономики — сельское хозяйство. Фельдшерско-акушерский пункт.

## Транспорт
Остановка общественного транспорта «Варваро-Борки». 